# جبهة شمالية غربية
الجبهة الشمالية الغربية (بالروسية: Северо-Западный фронт) واحدة من الجبهات السوفيتية المتعددة التي أقامها الجيش الأحمر أثناء حرب الشتاء واستمرت حتى الحرب العالمية الثانية واندلاع الحرب السوفيتية الألمانية، ضمت الجبهة الجيشين السابع والحادي عشر أثناء حرب الشتاء، وأعيد تشكيلها في 22 يونيو 1941 خلال اليوم الأول للغزو الألماني للاتحاد السوفيتي لتحل محل منطقة البلطيق العسكرية، وخلال هذه الأثناء ضمت الجيوش الثامن والحادي عشر والسابع والعشرين، علاوة على الفيلق الخامس المحمول جوًا وكذلك فيلق البنادق الخامس والستين.